# Houdreville
Houdreville ist eine französische Gemeinde mit 399 Einwohnern (Stand: 1. Januar 2022) im Département Meurthe-et-Moselle in der Region Grand Est (bis 2015  Lothringen). Sie gehört zum Arrondissement Nancy und zum Kanton Meine au Saintois.

## Geografie
Houdreville liegt am Brénon, etwa 28 Kilometer südsüdwestlich von Nancy in der Landschaft Saintois. Umgeben wird Houdreville von den Nachbargemeinden Houdelmont im Norden, Autrey im Nordosten, Clérey-sur-Brenon im Osten, Omelmont im Südosten und Süden, Vézelise im Süden, Hammeville im Südwesten und Westen sowie Parey-Saint-Césaire im Nordwesten.

## Bevölkerungsentwicklung
| Jahr                       | 1962 | 1968 | 1975 | 1982 | 1990 | 1999 | 2006 | 2019 |
| Einwohner                  | 421  | 424  | 383  | 332  | 364  | 363  | 420  | 407  |
| Quellen: Cassini und INSEE |      |      |      |      |      |      |      |      |

## Sehenswürdigkeiten
- Kirche Saint-Epvre aus dem 15. Jahrhundert
- Kapelle Le Sacré-Cœur aus dem 19. Jahrhundert

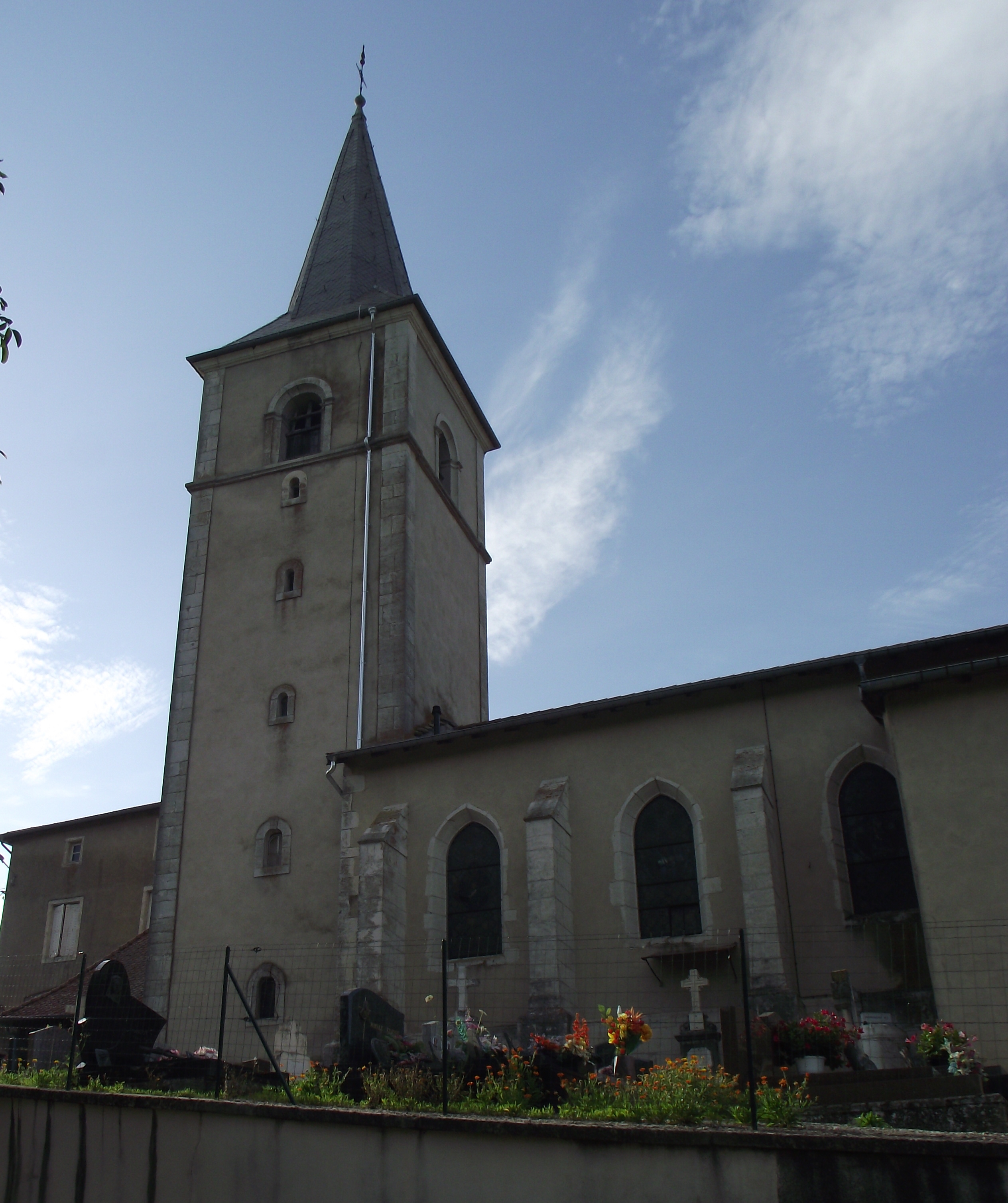
Kirche Saint-Epvre
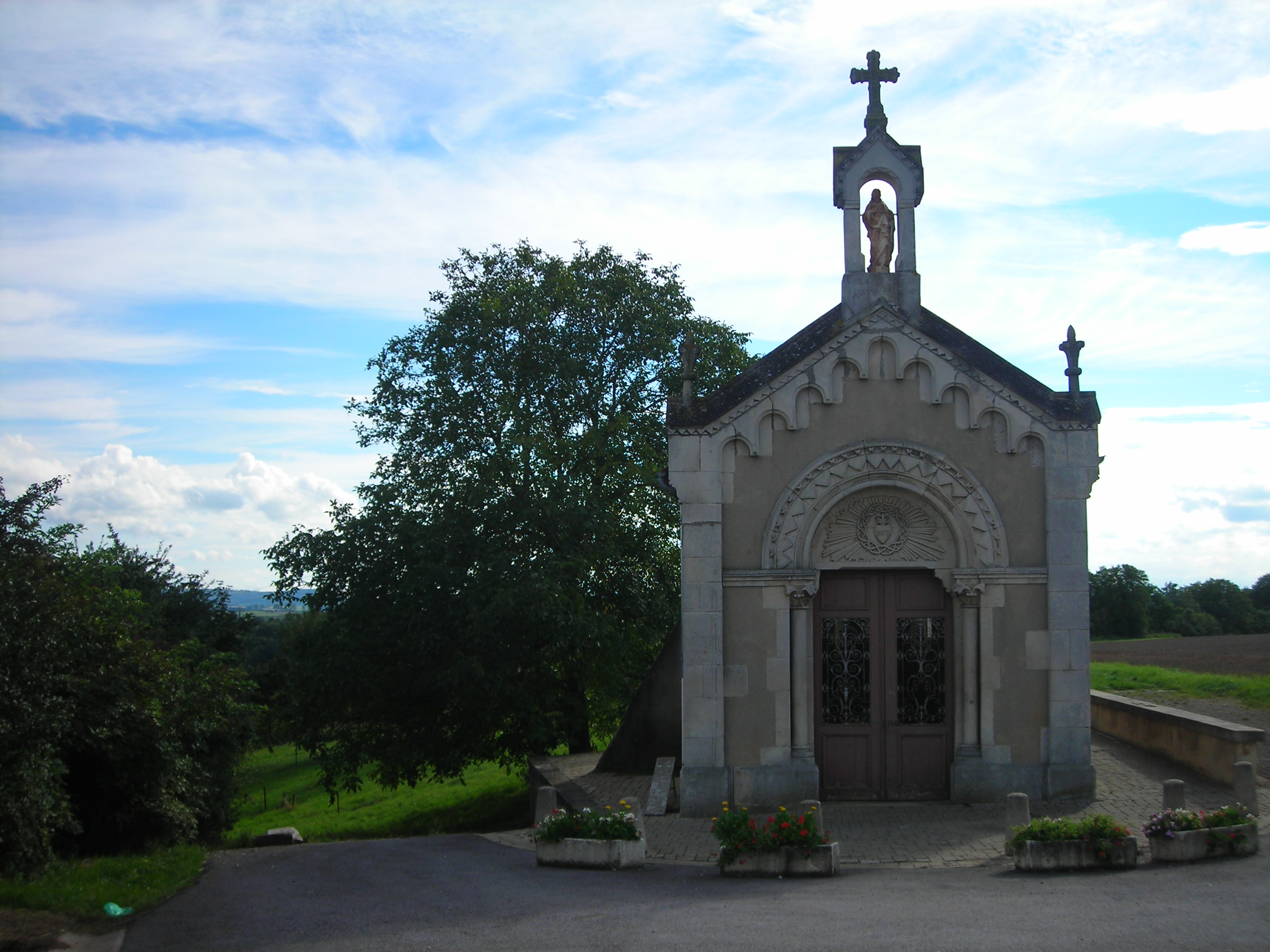
Kapelle Sacré-Cœur

## Persönlichkeiten
- François Cyrille Grand’Eury (1839–1917), Botaniker